# دافيد عميران
دافيد عميران (1910 - 2003) عالم جغرافي إسرائيلي، حصل على جائزة إسرائيل لعام 1977 لمساهمته في دراسة الجغرافيا في  إسرائيل.

## حياته
ولد باسم هورست كيلنر عام 1910 في برلين عاصمة ألمانيا. درس الجغرافيا في جامعات فرايبورغ وفرانكفورت تحت إشراف هانز شرابر. ثم انتقل إلى جامعة برلين، ومنها ذهب إلى جبال الأورال في روسيا لإجراء مسح جيومورفولوجي، وفي نهاية بحثه قرر الانتقال إلى سويسرا، بسبب صعود النازيين إلى السلطة. وحصل من جامعة برن على درجة الدكتوراه في الأنهار في إيطاليا. وفي عام 1935 هاجر إلى أرض إسرائيل.
وبعد هجرته إلى أرض إسرائيل، تم قبوله كمساعد في مكتبة الجيولوجي ليو بيكارد. وفي عام 1937، بدأ نشر أطلس أرض إسرائيل، ولكن قبل تنفيذ الفكرة، تم تجنيده في الجيش البريطاني وخدم في وحدة رسم الخرائط في مصر وأوروبا. وعند عودته إلى إسرائيل خدم في خدمة رسم الخرائط الإلزامية وفي حرب الاستقلال شارك في الأعمال القتالية.
وفي نهاية الحرب، أسس قسم الجغرافيا في الجامعة العبرية في القدس - الأول في البلاد - وترأسه لسنوات عديدة. نشط داخل وخارج مؤسسات الجامعة العبرية، وشغل منصب نائب رئيسها. كما شغل منصب رئيس المجلس العلمي في مكتب رئيس الوزراء وكان أول رئيس للجمعية الجغرافية الإسرائيلية (1961-1977 ).
كان دافيد عميران عضوًا في لجنة استكشاف أرض إسرائيل وآثارها منذ عقود. وفي الخمسينيات من القرن الماضي، شارك في تأسيس مجلة «استكشاف إسرائيل» مع البروفيسور رايفنبرغ وكان أحد محرريها لسنوات عديدة.  وفي عمله الأكاديمي، أسس معهد أبحاث الصحراء ومعهد القدس للدراسات الإسرائيلية، الذي ترأسه من 1978 إلى 1984.
قام بتدريس العديد من الطلاب، العديد منهم صاروا أساتذة جغرافيا في جامعات مختلفة في البلاد.
وكان أول من حصل على جائزة إسرائيل في مجال الجغرافيا عام 1977.
وكان متزوجا من روت عميران، عالمة آثار وباحثة في أرض إسرائيل، وحصلت على جائزة إسرائيل لعام 1982. وكانا أول زوجين يفوزان بهذه الجائزة.
وأُودع أرشيفه في دائرة المحفوظات بالمكتبة الوطنية في القدس.

## أبحاثه العلمية
إن تقييم العمل العلمي لدافيد عميران يعني تقييم نمو وتأسيس الجغرافيا الحديثة في فلسطين على مدى الجيلين الماضيين. واستعراض لإصدارات دافيد عميران العلمية، التي يزيد عددها عن 120، تكشف عن مساهمته الكبيرة في تطوير جميع فروع الجغرافيا الحديثة في إسرائيل، لتحديد اتجاهات البحث العلمي وطرقه لأجيال من الطلاب. 
بحث دافيد عميران في الموضوعات الرئيسية في جميع مجالات الجغرافيا: الجيومورفولوجيا، ورسم الخرائط، والمناخ، والجغرافيا الإقليمية، والجغرافيا الريفية والحضرية والتنمية الإقليمية ومشكلة البيئة.
الخط الرئيسي الذي يميز عمل عميران هو تحديد إمكانات التنمية الإقليمية على خلفية فهم متعمق للفوائد والقيود المادية للمنطقة. في صميم هذا النهج، يكمن نهج العلاقة بين الإنسان والبيئة الطبيعية، في مفهوم إنساني يرى التعليم وإعطاء المعرفة كشرط رئيسي لربط متناغم وفعال بين النشاط البشري والموارد الطبيعية.
الميزة الثانية التي تبرز في جميع الأعمال العلمية لعميران هي أساس البحث الجغرافي على العمل الميداني المنهجي والشامل. سلسلة من المقالات حول مجموعة البلدات في أرض إسرائيل والخريطة الفريدة في أطلس إسرائيل حول الموقع الطبوغرافي للبلدات في أرض إسرائيل هي دليل جيد على القدرة على مراقبة وتحليل الجغرافيا ودقة توثيق نتائج البحث.
ويستند أطلس القدس لعام 1973 أيضًا إلى عمل ميداني شاق ودقيق للغاية، حيث تم فحص جميع العناصر الهيكلية للقدس في أواخر الثلاثينيات وتم توثيقها في نظام من الخرائط الموضوعية.
في العقد الأخير من الثمانينيات، نشر دافيد عميران سلسلة من المقالات التي تلخص العديد من المجالات الرئيسية لعمله: الأول هو مجال أبحاث استخدام الأراضي: الأرض كمورد أساسي للاستيطان البشري، والتغيرات في استخدام الأراضي كأداة فعالة. وسيط التغيير السياسي والاقتصادي والتكنولوجي في المجتمع وتشكيله.
إن أهم ما يميز خلاصة أبحاث دافيد عميران هو نشر «أطلس إسرائيل». نُشر الأطلس الوطني لإسرائيل في ثلاث طبعات.. شغل دافيد عميران منصب رئيس هيئة تحرير الأطلس الوطني في طبعاته المختلفة وكان له تأثير حاسم في تحديد محتواه وتشكيل شكله. «أطلس إسرائيل» هو ملخص خرائطي وحرفي للمعرفة الجغرافية لأرض إسرائيل في جميع مجالات البحث: الجغرافيا الطبيعية والتاريخية والبشرية لأرض إسرائيل.
يعد البحث عن إمكانات التنمية للمناطق القاحلة من خلال الاستفادة من الفوائد المناخية الخاصة بهذه المناطق من خلال تطبيق التقنيات المتطورة في طرق الري والزراعة قضية رئيسية أخرى في عمل دافيد عميران العلمي. ينعكس تركيز الاهتمام هذا في المنشورات العلمية المتنوعة التي تتناول جوانب مختلفة من أبحاث الصحراء في إسرائيل وأجزاء أخرى من العالم. تتجلى مركزية البحث الصحراوي وإمكانيات استقراره في العمل العلمي لدافيد عميران من حقيقة أن هذا هو المجال الذي خصص له أكبر عدد من المنشورات في جميع أعماله العلمية: حوالي ثلث إجمالي منشوراته تتعامل مع مواضيع بحث صحراوية مختلفة.
وجدت دراسة المناطق القاحلة وإمكانياتها التنموية صدى دوليًا في أعماله في أمريكا الجنوبية. في هذه القارة، التي تعتبر محط اهتمام إقليمي في التدريس والبحث من قبل دافيد عميران، تم استكشاف المكونات الجغرافية لعملية التخطيط والتنمية للمناطق القاحلة، في منطقة الجفاف الضخمة في شمال شرق البرازيل والصحاري الساحلية على طول المحيط الهادئ. في تشيلي وبيرو. تم إجراء هذه الأعمال الاستشارية في أمريكا الجنوبية بناءً على طلب هيئات التنمية الحكومية مثل وزارة الزراعة في بيرو وهيئة التخطيط الإقليمي لشمال شرق البرازيل.
تؤسس أعمال دافيد عميران العلمية في أبحاث الصحراء في إسرائيل وحول العالم خطًا بارزًا في الجغرافيا الإسرائيلية: هذا هو الارتباط الوثيق بين البحث الجغرافي والتنمية المكانية. لا تقتصر دراسة عميران للمناطق الجافة على دراسة تأثير العوامل الطبيعية على النشاط البشري. كما أنه ليس على استعداد لأخذ التصور السائد بأن الصحراء محكوم عليها بالبقاء منطقة غير مأهولة إلى الأبد. يحمل بحثه تداعيات عملية مهمة ويشير إلى اتجاهات التنمية المحتملة، والتي قد تغير تقييمنا لإمكانية الاستيطان في المناطق القاحلة. هذا النهج التطبيقي، الذي يرى التنمية الإقليمية والتوسع في مجال يحتل هدفًا وطنيًا من الدرجة الأولى، كان بمثابة مصدر إلهام للعديد من الأعمال في الجغرافيا الإسرائيلية، والتي يمكن تضمينها في فئة واسعة من «جغرافيا التنمية».
لاستكمال دائرة البحث في الجغرافيا المحلية، تنضم أعماله في مجال الجغرافيا الريفية والحضرية. تلخص سلسلة الخرائط والنصوص المصاحبة لها في الفصول الخاصة بالتجمعات الحضرية والريفية في أطلس إسرائيل النتائج الرئيسية للبحث الجغرافي في هذا المجال. في مجال البحث الجغرافي-الحضري، قدم دافيد عميران مساهمة حاسمة في تشكيل الاتجاهات الرئيسية للبحث وأسئلة البحث الرئيسية وأساليب البحث الخاصة للبحث الحضري. يشمل بحثه جميع أشكال الاستيطان الحضري من القدس إلى المدن الكبرى إلى مدن التطوير.
كان دافيد عميران الممثل المعترف به للجغرافيا الإسرائيلية في الرابطة الجغرافية الدولية، وعمل كعضو نشط في لجان الجمعية المعنية بالمناطق القاحلة والإنسان والمناطق المحيطة بها.